# AMD Sempron

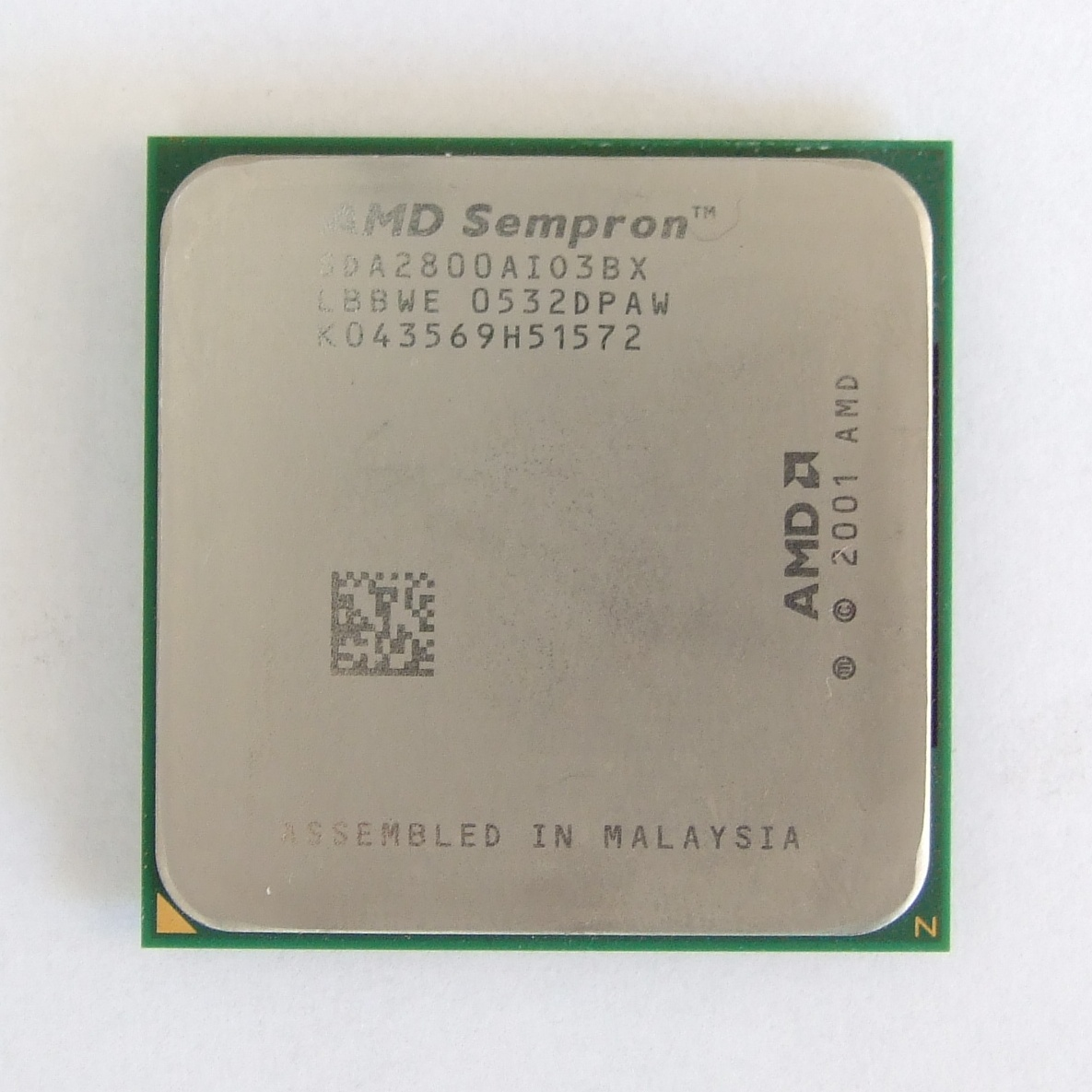
Draufsicht auf das Gehäuse eines AMD Sempron 2800

AMD Sempron (von lateinisch semper „immer, stets“) ist ein Markenname des Herstellers Advanced Micro Devices, der zur Bezeichnung unterschiedlicher Mikroprozessoren und Ein-Chip-Systeme des untersten Preissegmentes verwendet wird. Der erste Sempron genannte Mikroprozessor kam im Jahr 2004 als Nachfolger der AMD-Duron-Prozessoren auf den Markt.

## Technik

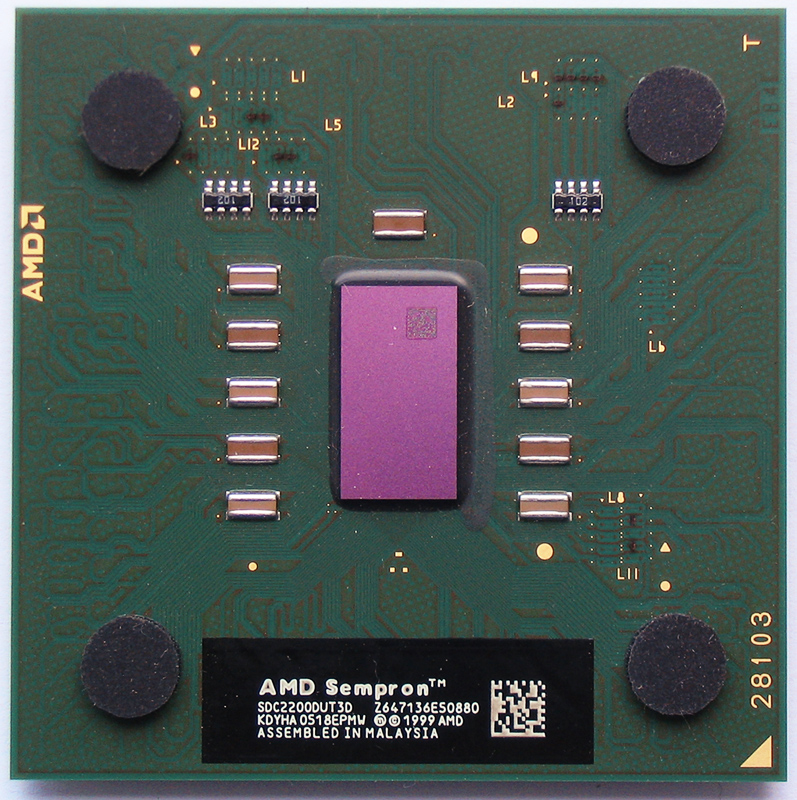
AMD Sempron 2200 mit sichtbarem Die (violettes Objekt; Vorderseite)

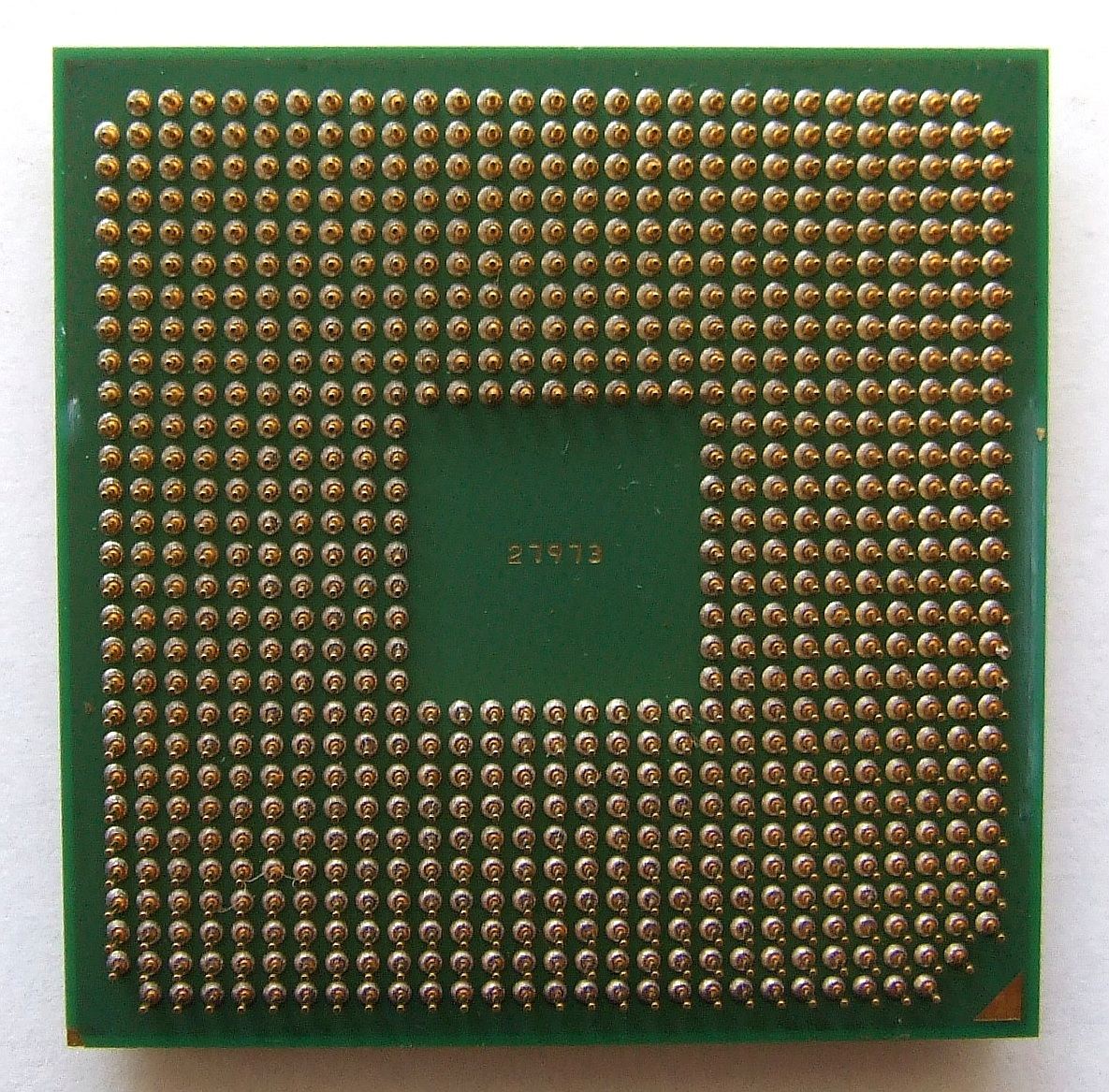
Rückseite eines AMD-Sempron-Prozessors mit Sockel 754

AMD bietet unter dem Markennamen Sempron technisch unterschiedliche Prozessortypen an:
- Die Versionen für den Sockel A sind umbenannte Athlon XPs mit Thoroughbred- und Thorton-Core (256 kB L2-Cache) und einem auf 166 MHz getakteten FSB, die deshalb auch nur MMX, 3DNow! und SSE unterstützen. Für den Sempron 3000+ wurde der Barton-Core mit 512 kB L2-Cache benutzt. Es handelt sich also um Prozessoren der K7-Generation. Im April 2005 stellte AMD die Fertigung des Sempron für den Sockel A ein. Siehe AMD Sempron (K7).

- Die Versionen für den Sockel 754, Sockel 939 und Sockel AM2 sind hingegen sehr nah mit dem Athlon 64 verwandt und zählen daher zur K8-Generation. Sie unterstützen daher auch SSE2, das NX-Bit (auch bekannt als „No-Execution-Technology“ / „Enhanced Virus Protection“) und Cool’n’Quiet (erst ab 1.800 MHz). SSE3 wird ab dem Palermo ebenfalls unterstützt. AMD64 war bis Mitte 2005 dem Athlon 64 vorbehalten. Zu diesem Zeitpunkt sah sich AMD durch Intels Celeron mit EM64T unter Druck gesetzt, auch im unteren Preissegment CPUs mit 64 bit-Unterstützung anzubieten. Deshalb werden seit Juli 2005 zusätzlich auch Sempron-CPUs mit aktiviertem AMD64 verkauft. Siehe AMD Sempron (K8).

- Im Juli 2009 wurde der K10-basierte Sempron 140 für den Sockel AM3 vorgestellt. Dieser wurde unter dem Codenamen Sargas geplant und basiert auf dem aktuellen 45-nm-SOI-Herstellungsprozess.[1] Eigentlich wird der Prozessor als Single-Core-Prozessor verkauft, häufig lässt sich jedoch ein zweiter Kern freischalten.[2]

- Im Frühjahr 2014 wurden mit dem AMD Sempron 2650 und dem AMD Sempron 3850 zwei Modelle aus der Produktreihe AMD Sempron APUs vorgestellt. Diese SoCs auf der Basis des Kabini-Designs beinhalten als erste Sempron-Modelle eine integrierte GPU.

## Quantispeed
AMD nutzt für seine neue Prozessorfamilie andere Benchmarks für die QuantiSpeed-Angaben (nämlich die des Celerons) als für den Athlon XP bzw. Athlon 64. Deshalb ist beispielsweise ein AMD Athlon XP 2500+ höher getaktet als ein Sempron 2500+.
Zudem sind die Quantispeed-Angaben zwischen den Sockel A-Semprons und den Sockel 754-Semprons nicht vergleichbar, da die unterschiedliche Architektur dies verhindert. Aufgrund der K8-Architektur sind die Sockel 754-Semprons deutlich schneller.